# 林德亨
林德亨，福建懷安縣（今屬福州市）人。明初官員。
洪武四年（1371年）辛亥，明朝首開會試，林德亨考中吳伯宗榜三甲進士。官山東濟東縣縣丞。